# Affaire Philippe Detré
L'affaire Philippe Detré est une affaire judiciaire mettant en cause le prêtre Philippe Detré, accusé d'avoir agressé sexuellement et violé des enfants, pendant près de quarante ans, dans plusieurs paroisses du département du Nord. Arrêté en 2012, il est jugé en janvier 2015 et condamné à 18 ans de prison.

## Historique
Philippe Detré est né le 21 mars 1944 à Merville dans une famille modeste. Il fait des études pour devenir boucher, puis entre au séminaire à l'âge de 17 ans. Sexuellement il indique avoir une attirance pour les hommes et a plusieurs relations homosexuelles avec des adultes. Il est ordonné prêtre en 1973.
Il est dénoncé en 2011 par la mère d'une de ses victimes, laquelle venait de tenter de se suicider. De façon concomitante une lettre anonyme reçue par Laurent Ulrich, archevêque de l'Archidiocèse de Lille en mars 2011, est transmise au procureur de Lille. La gendarmerie de Dunkerque décide de regrouper les deux dossiers. Le prêtre est arrêté en juillet 2012 alors qu'il est curé de Bollezeele, dans le département du Nord, en région Hauts-de-France et mis en examen le 11 juillet 2012. Laurent Ulrich décide alors de suspendre le prêtre jusqu'à un éventuel jugement,.
Pendant près de quarante ans Philippe Detré abuse d'enfants dans plusieurs communes où il officie comme prêtre après son ordination: Loos, Loon-Plage, Petit-Fort-Philippe, Merville, et Bollezeele. L'association Enfance et Partage et plusieurs victimes se portent partie civile. Les agressions et les viols des enfants se passent au domicile de Philippe Detré, à l’occasion de camps de vacances ou lors de voyages à Lourdes. Un réveillon de Noël est aussi évoqué. Treize victimes assistent au procès. Les attouchements, masturbations, fellations, sodomies sont évoqués pendant le procès. Le prêtre reconnait les faits et s'excuse de son comportement expliquant qu'il n'avait pas conscience de porter préjudice aux enfants.
Le 15 janvier 2015, il est condamné à 18 ans de prison, assorti d’une période de sûreté des deux tiers, ce qui, bien qu'il soit alors âgé de 70 ans, ne lui permet pas de bénéficier d'une libération compte tenu de son âge.